# M113裝甲運兵車
M113是一種美國生產的裝甲運兵車，外銷世界上諸多國家，以便宜好用、改裝方便著稱於世，在近代軍事史有重要地位。
M113採用全履帶配置並有部分兩棲能力，也有越野能力，在公路上可以高速行駛。M113家族有極多的變型版可以擔任運輸到火力支援等等戰場角色，超過80,000輛的生產量遍佈世界。雖然它不是坦克但是也能設計成戰鬥載具，M113在越戰時期甚至是裝甲覆蓋最完全的載具，也使得後續的諸多裝甲步兵戰車從它獲得靈感，至今21世紀M113各種改型依然在服役，並且在最近被選為史上10大步兵戰車第一名。

## 發展沿革

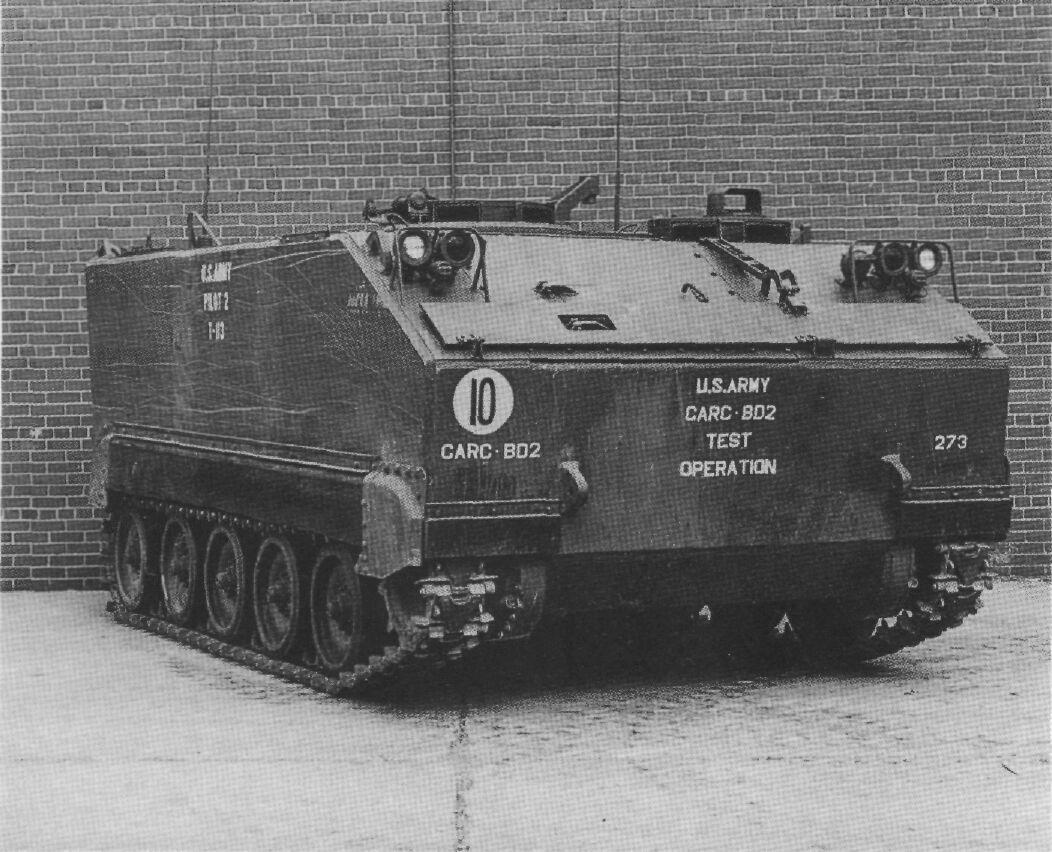
FMC T113概念車

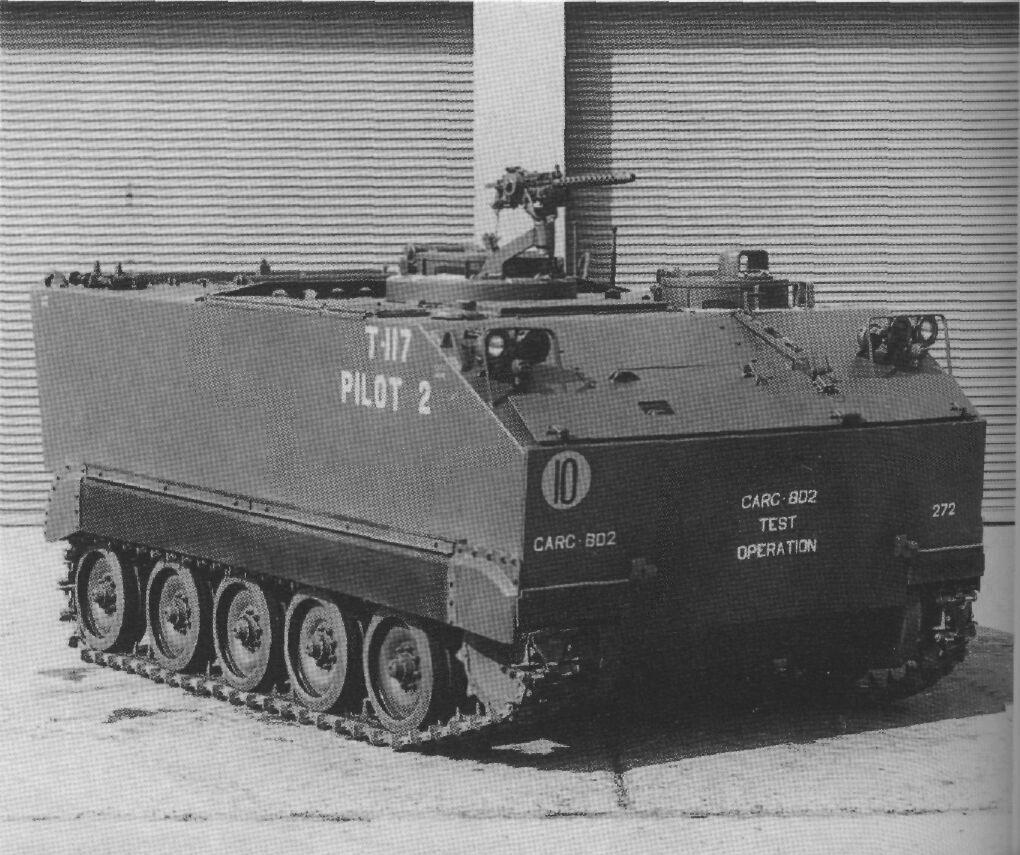
FMC T117概念車

M113由FMC公司研製，為取代M59裝甲運兵車及M75裝甲運兵車而生。這兩款裝甲運兵車為1950年代的韓戰時期製品；M75雖然具有足夠防護力，但太重、缺乏渡河能力、也難以空運，M59則是吸取韓戰經驗，在地形適性上比M75要好，但又更重、且防護力更弱，不被美軍所認同。當時美軍想找到一款兼具兩者優點的新型裝甲運兵車，因此傘兵部隊提出一項「空運多用途裝甲載具」（AAM-PVF）開發計畫；FMC公司與凱薩鋁業合作，在1950年代成功開發出可以作為造車材料用的鋁合金，該合金主要材質為鋁、錳、鎂，採冷軋製造；雖然直到未來才發現這種材質有易燃的危險問題，但在當時鋁合金讓設計師找到了滿足防禦力及重量平衡的解決方案。
食品機械公司的山·喬斯提出了兩種初期概念設計，在1956年9月於加州聖荷西工廠推出原型：T113和T117，T113就是後來的M113，當時採用鋁製車殼、大陸空冷引擎；T117則採用鋼鐵車體、派卡德液冷引擎。两车车重几乎相等，前者冷轧5083铝—镁—锰合金装甲厚31.75mm（1.25英寸），后者钢装甲厚9.53mm（3/8英寸），都具有相同的抗弹能力，但铝装甲焊接容易，厚度较大，车体坚固，省去了部分加固结构件，重量较t117型轻6%。1957年美軍開始測試，T-117的派卡德引擎不敷使用，只好更換為福特368UC引擎。最後T113中選，因為它比T117輕，使用鋁材質而不是鋼鐵，T113在1957年推出改良原型，為T113E1與T113E2，T113E1改用克萊斯勒A710B汽油引擎與艾利森TX-100自動變速箱，在1960年通過美國陸軍測試量產，得到M-113的正式軍用代號。T113E2則是柴油引擎原型車，到1964年也成功投產，就是日後的M113A1它很快就取代了M113的地位。

### 早期歷史
M-113面對的首場戰爭是1960到1962年間的越戰，1962年3月30日第一批32輛的M-113運抵越南。並提供給越南共和國軍，這批M-113編成2個機械化步兵連，每連下轄15輛M-113。1962年6月11日，這兩個機械化連首度派遣出擊；1963年1月北邑戰役期間，至少有14位車頂重機槍射手遭射殺，因此美軍發覺機槍需要防盾。最初的機槍防盾是拿遭廢棄的河川砲艇船殼改造，但是很快地就發現這材質不夠厚，後來則拿報廢的裝甲車鋼板現地改造使用。但是並沒有升級為ACAV構型，該構型有槍盾和側面裝甲的強化。

### 越戰初試
越戰是首次採用M113建立機械化步兵概念的戰爭，原始構想是來自二次大戰時期的裝甲化步兵。後來在更換為M114後「裝甲騎兵」更加扮演多功能角色，一個機械化步兵營包含多輛M113和一個指揮部，維修部門，醫護部門，戰場回收部門，迫擊砲部門，偵蒐部門。
M113在越戰時也作為護衛車輛使用，在許多戰鬥照片中，也看到它和M48或M-551一同作戰。有些M113改裝的槍盾後來被納入ACAV套件中直到現在還在伊拉克使用。
越戰中美國空軍還使用M113和M113A1 ACAV用於空軍基地的保安隊。M113也供應給當時的南越軍。在南越軍中也被加裝砲塔和機槍、無後座力砲等等改裝。

## 設計概念

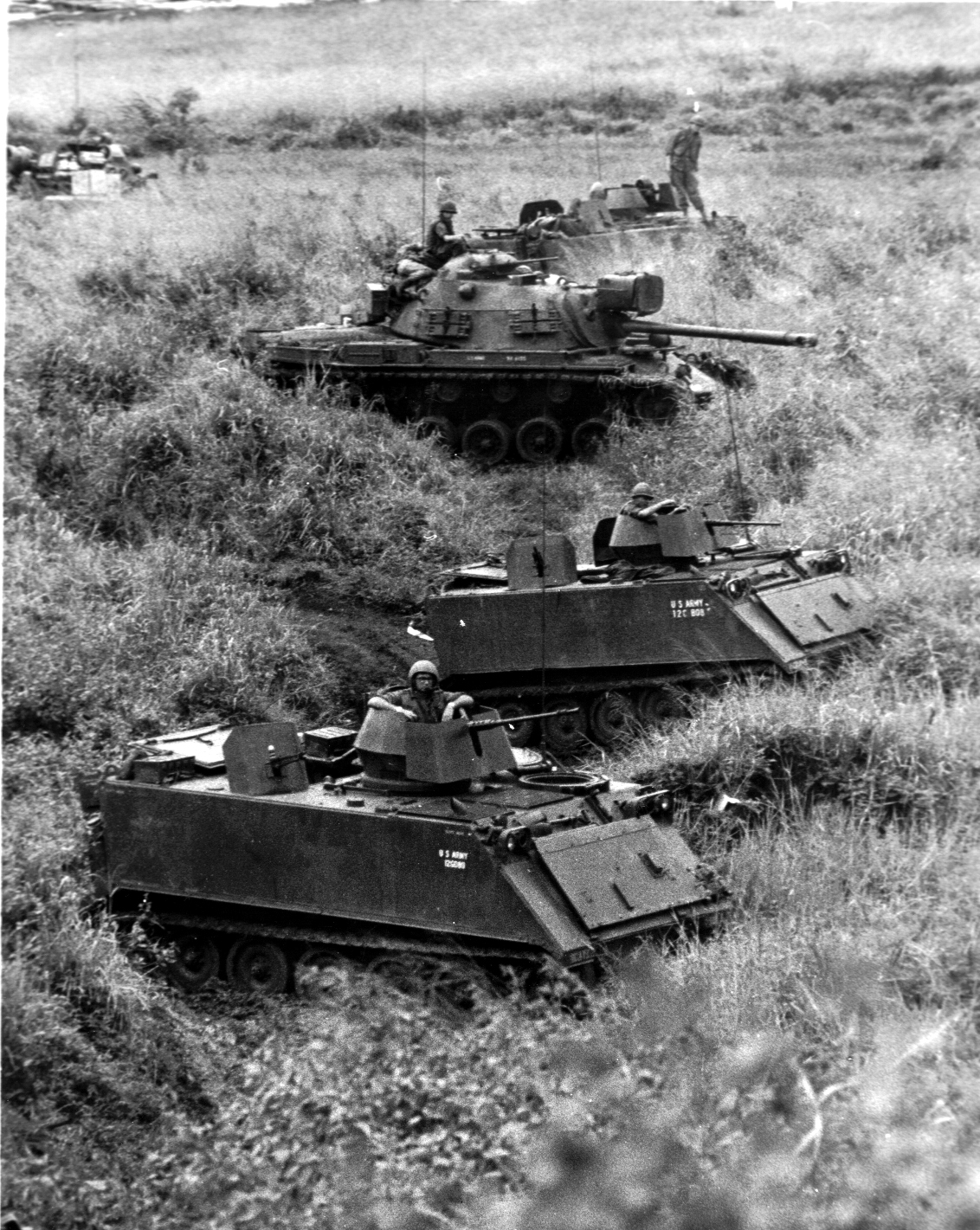
越戰中ACAV型與戰車偕同作戰

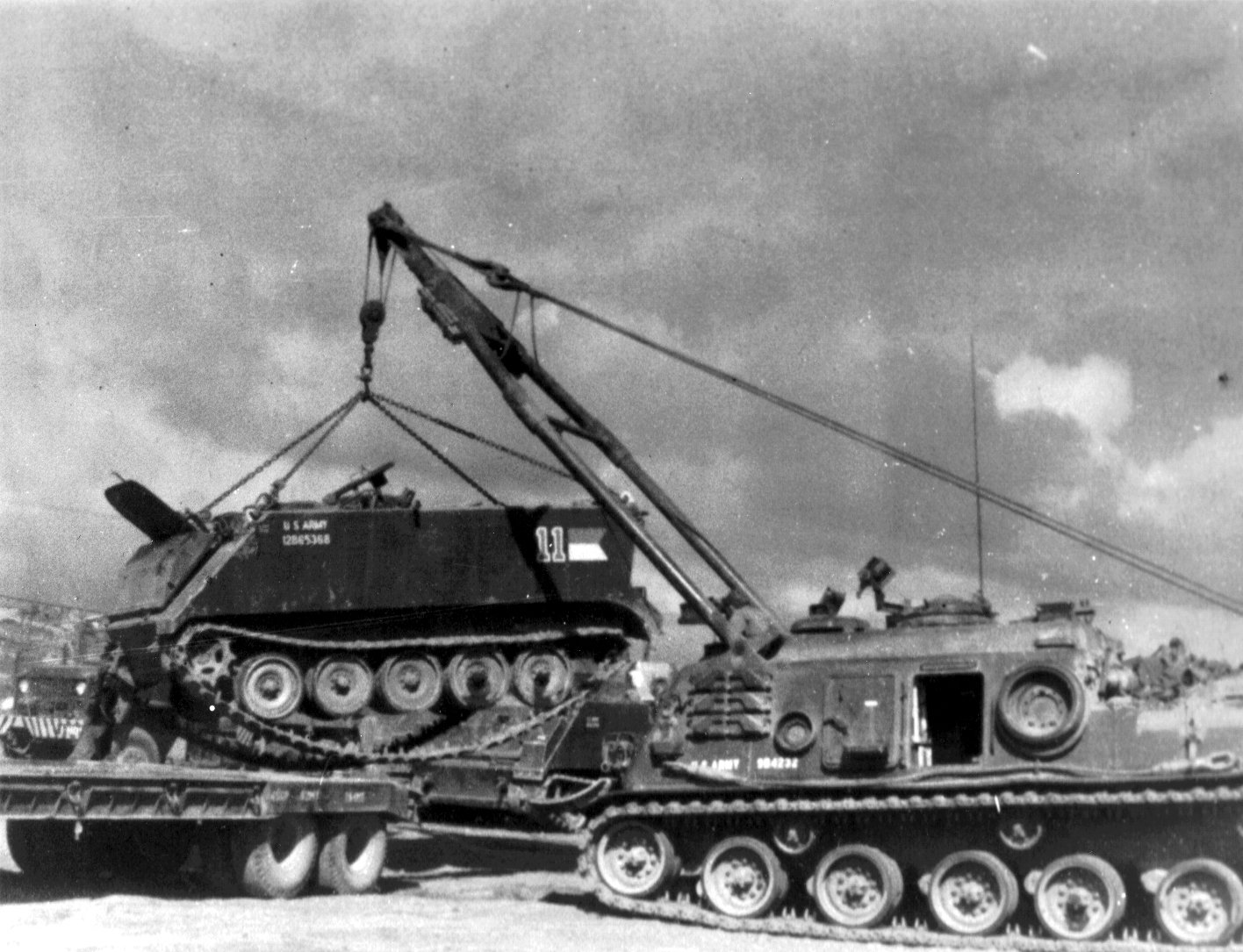
越戰中M88裝甲回收車正在回收受損M113

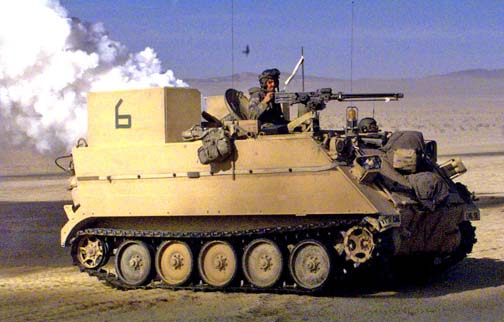
化學兵用改型

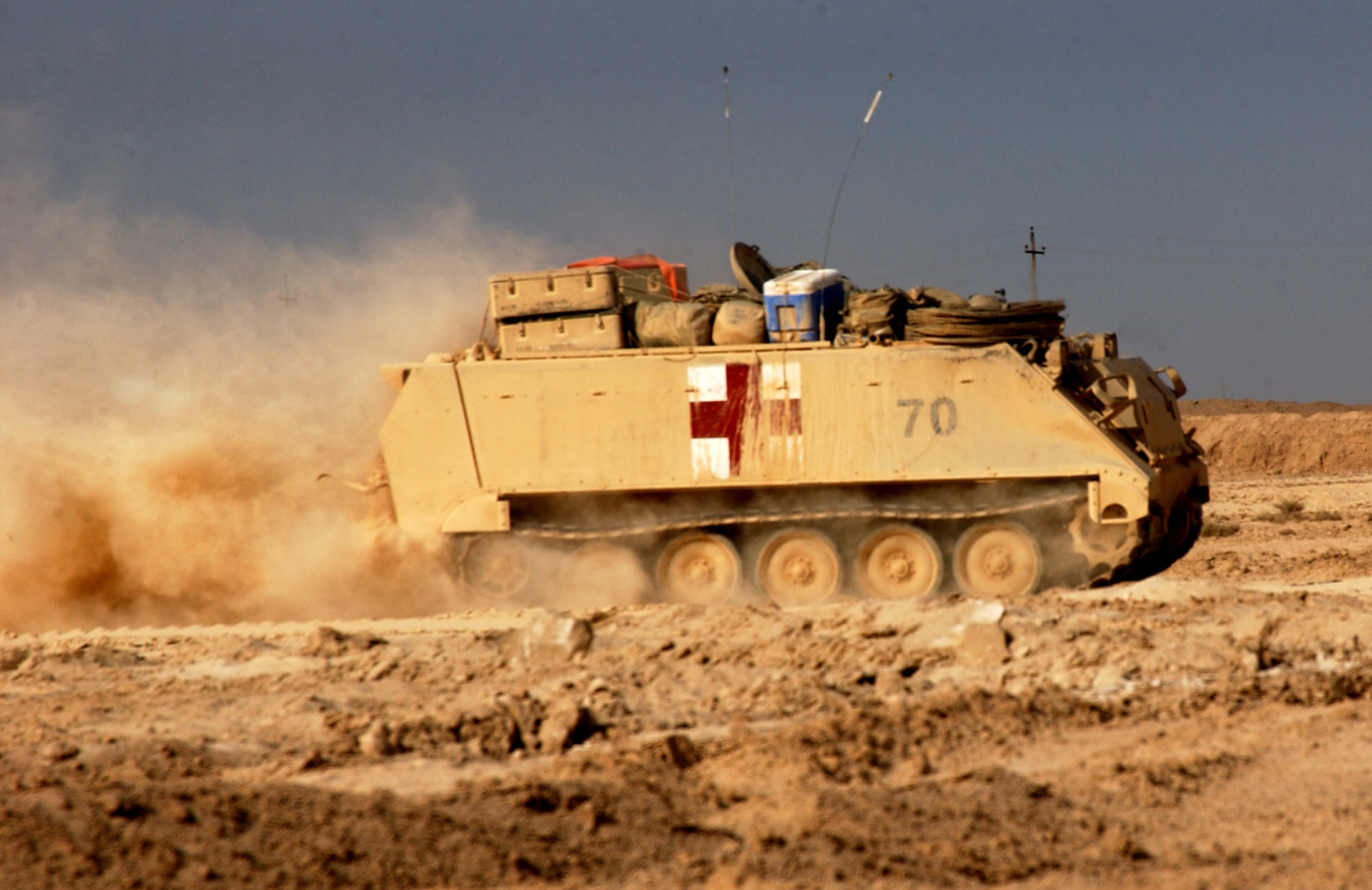
2004年時的一輛美軍M113戰場救護車

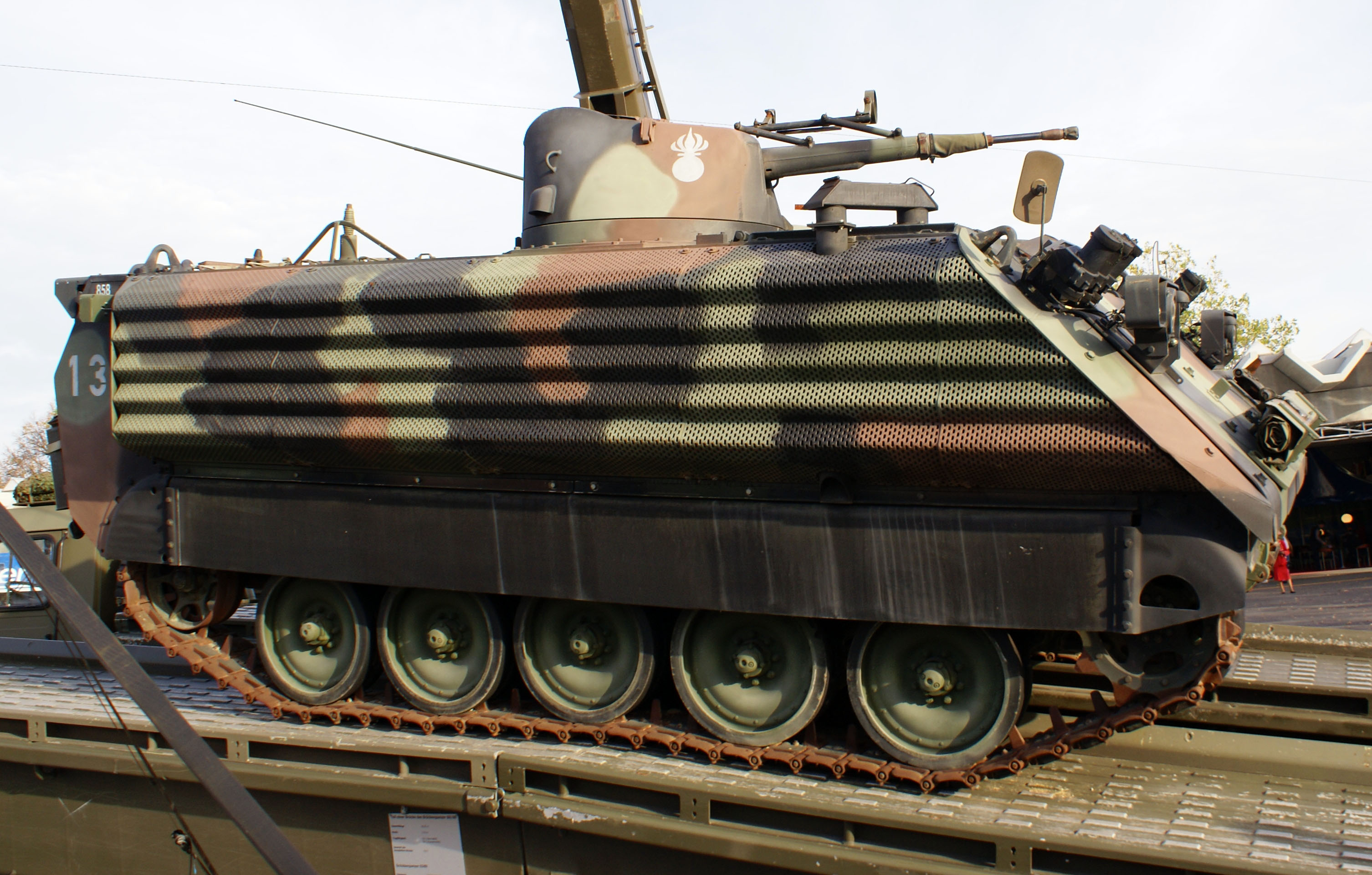
瑞士陸軍改裝型

M113於1960首次進入美國陸軍服役。研發概念是高機動，高生存性，和高可靠履帶平台可以隨時跟在當代裝甲車輛和戰車後方作戰。只需兩名車員，駕駛和車長。後方可以運送11步兵。主武裝是50cal（12.7mm）白朗寧M2重機槍，由車長操作。
M113為了達成兵員運輸用途，必須能防禦前線小口徑武器和間接砲彈碎片。但是在越戰早期南越軍發現此車很難使用。遭受突然攻擊時很難還擊，因為車頂的重機槍手很容易被打死。因為敵軍輕武器不能打穿車體裝甲，所以都集中火力打機槍手，所以南越很快就自己製造了一種槍盾掩護車頂機槍手。

### 越戰ACAV構型
早期的騎兵攻擊型雛型（ACAV）就因此而生並且於1960年代早期投入戰爭，在最初的1962年間，他們又發現了後車門和車長門也容易被攻擊。同時也發生一種需求希望以M113當成兩棲戰車方便在沼澤區的攻擊行動而不只是最初設計的運兵車用途。於是ARVN改變觀念把使用M113的成員當成介於步兵和戰車員之間可以互換的角色，最後這種「ACAV」構型終於在1965年誕生成為美軍制式裝備。同時也取代一些輕型坦克和偵蒐車的任務。而且同時M113依然能載運11兵員和2個車員，使得戰場彈性變大，這台車和這13個人可以時而像步兵排時而像偵蒐車隊；突發戰鬥時又像一輛多機槍小坦克。
美國陸軍的戰術在越戰期間被指責及嘲笑。所以很快就發佈了ACAV構型，標準ACAV套件包含槍盾和車長位置的圓型.50機槍塔白朗寧M2重機槍，還有2把外加槍盾的M60通用機槍在左右後方，中間也加上「腹部裝甲」，是用薄的鋼板製成，從前面往後延伸了1/2到2/3。後方的兩把機槍操作員可以在打開上部矩形貨艙門後直接開火，使得M113從運輸變成一種戰鬥車輛，但是大體上本車還是只能承受輕武器攻擊，因為從原始設計就不是戰鬥車輛。工廠製造了一輛原型車是兩側還有對外的射孔，稱為XM734，也部署到越南戰場測試。但是據報沒有什麼特殊表現。
越戰修改的ACAV套件也部署到伊拉克直到現在M113系列依然在使用。伊拉克戰場還有一種是安裝一具改良的圓形槍塔而撤除後方兩把槍。並加強車長的裝甲。

### 裝甲材質
M113是以製造飛機的鋁材質打造，讓它可以在更輕重量中擁有鋼鐵同級的防護力（總重約10.5噸）和更緊密的結構。使他的輕重量相對可以使用比較輕的小馬力引擎。例如Detroit製2衝程六汽缸柴油引擎，也能用直升機或定翼機越過原野運輸投放。也因為重量輕能在不外加漂浮裝置下越過一些淺水域，使用履帶「游泳」，此點具有戰術重要性因為越南很多叢林，沼澤，泥路，山野，稻田等地形。

### 動力系統
現今最先進的M113A3型最大行動範圍有480km，極速64km/h。因為升級型的M113A3加上了防破片襯墊。有裝甲的外掛油箱。所以換裝了更有力的引擎和傳動裝置，裝甲塊有钛，铝，陶瓷，高硬度鋼等四種可視情況選用，重量也各有不同極速也就不同，新型履帶和油電混合裝置可使M113以安靜無聲狀態行使高速60mph達300到600公里遠都不必加油。

### 美軍使用現況
現今的美軍M113車隊包含混合了A2版和一些改裝型的A3 RISE（可靠度改良套件），標準RISE套件包含升級動力系統（渦輪引擎和新的傳動裝置），大幅強化操控性（新型的動力煞車和傳統駕駛盤），外掛油箱，還有200安培的交流發電機和4电池。更多的A3將裝防破片內襯和外掛裝甲，
未來M113A3將有數位高速網路和資料傳輸系統。M113A3數位化計畫包含各種軟硬體改裝使它們變成M113 FOV。

### 綽號
M113一直沒有官方標準暱稱，但是多年來有許多士兵自己取的稱呼，越戰時的南越稱「綠龍」，瑞士稱「Elefantenrollschuh」，即大象的溜冰鞋，德国稱「Schweinewürfel」（方型豬），美軍士兵有時簡稱「履帶」 ，以色列有官方名稱「Bardelas」（印度豹）但是士兵都稱「Zelda」（也稱「Zippo」，為知名金屬打火機的品牌，因為M113的鋁製裝甲被反戰車武器打中就會起火），澳洲稱M113A1是「鐵水桶」，而外加76mm砲塔後的M113A1則是「野獸」，挪威人則是稱「越南垃圾車」，另外在一些軍事期刊或書籍上也有稱「戰場計程車」。

### 伊拉克改裝版
M113雖然是輕裝甲，但是還是可以外掛反應裝甲，加強金屬板，或是火箭推進榴彈（RPG）防禦柵欄（「柵欄式裝甲」）。越戰時很有效的槍盾也在伊拉克战争時用新玻璃材料作成透明槍盾。加拿大和其他駐軍也把履帶換成高耐磨型適應伊拉克沙漠。

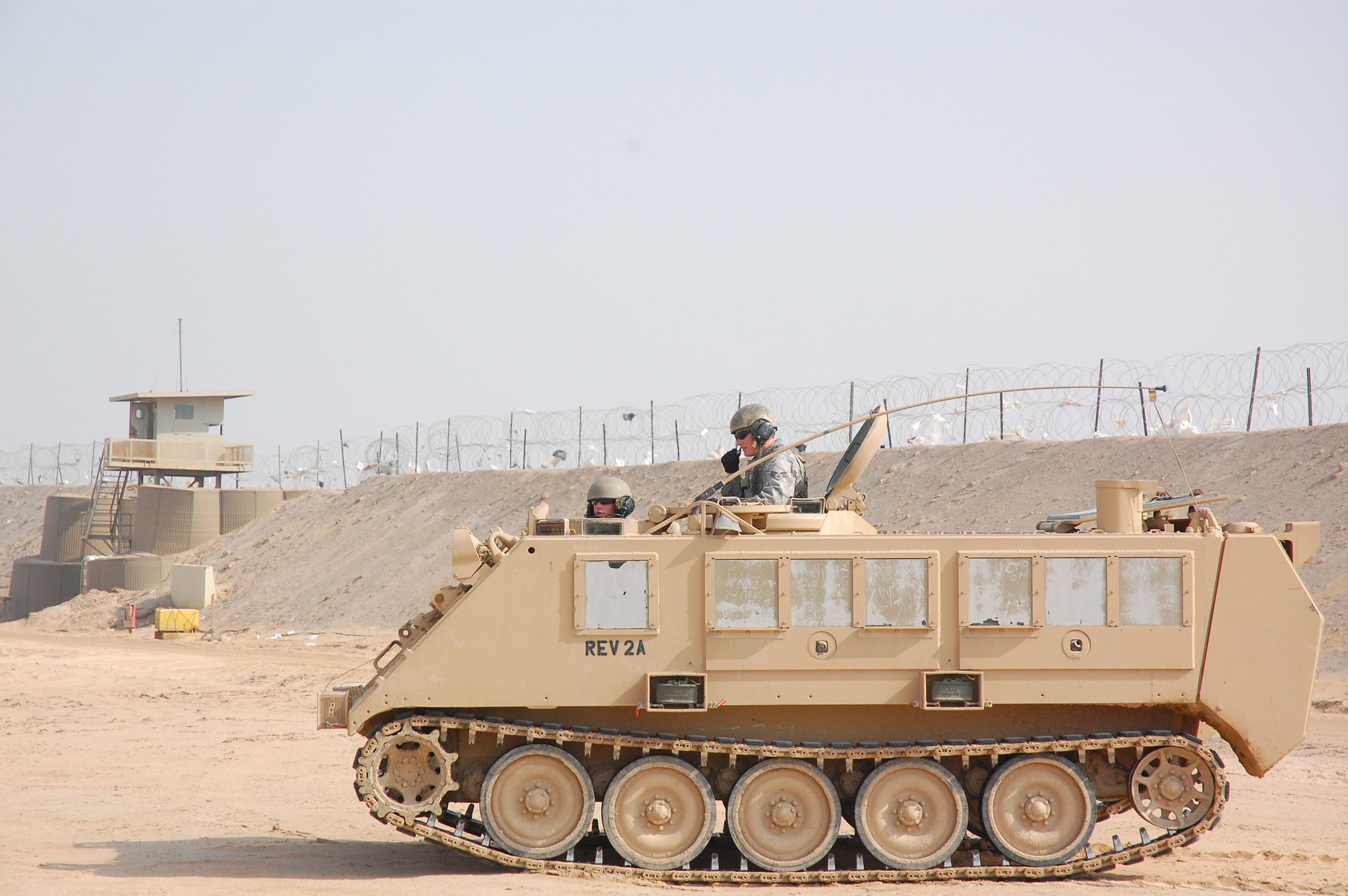
2008年時伊拉克戰爭中Bucca拘留所前的一輛886遠征騎兵隊快速反應單位的M113。車上還有可部署的M18A1闊刀地雷。

許多M113雖然經過升級，但是因為車體材質以及重量限制整體防護力仍然劣於越戰後服役的步兵戰鬥車，例如M2布雷德利或以軍的Achzarit。不過，幾乎所有新一代步兵戰鬥車都因重量大幅增加，因此無法透過C-130運輸機運輸，在執行長距離部署任務時，仍須動用足以搭載主力戰車的C-5運輸機或是C-17運輸機，這種低彈性的部署條件限制，也讓部分人士批評步兵戰鬥車的使用彈性無法優於主力坦克，整體戰力還劣於主力戰車。因此，重量較輕、能以戰術運輸機進行空運的M113也被保留繼續服役，並改裝成多種作戰平台以代替一些不必倚賴步兵戰鬥車的低強度任務。
有些M113還取代M-551輕型坦克在加州Irwin堡的美軍訓練中心擔任假想敵。這些M113就跟它的前輩M551一樣。被改成類似敵軍的裝甲車輛外觀。例如蘇聯製T-80或BMP-2。好處是M113冒充BMP-2時可以真的載運步兵進行偕同作戰。

### 武器

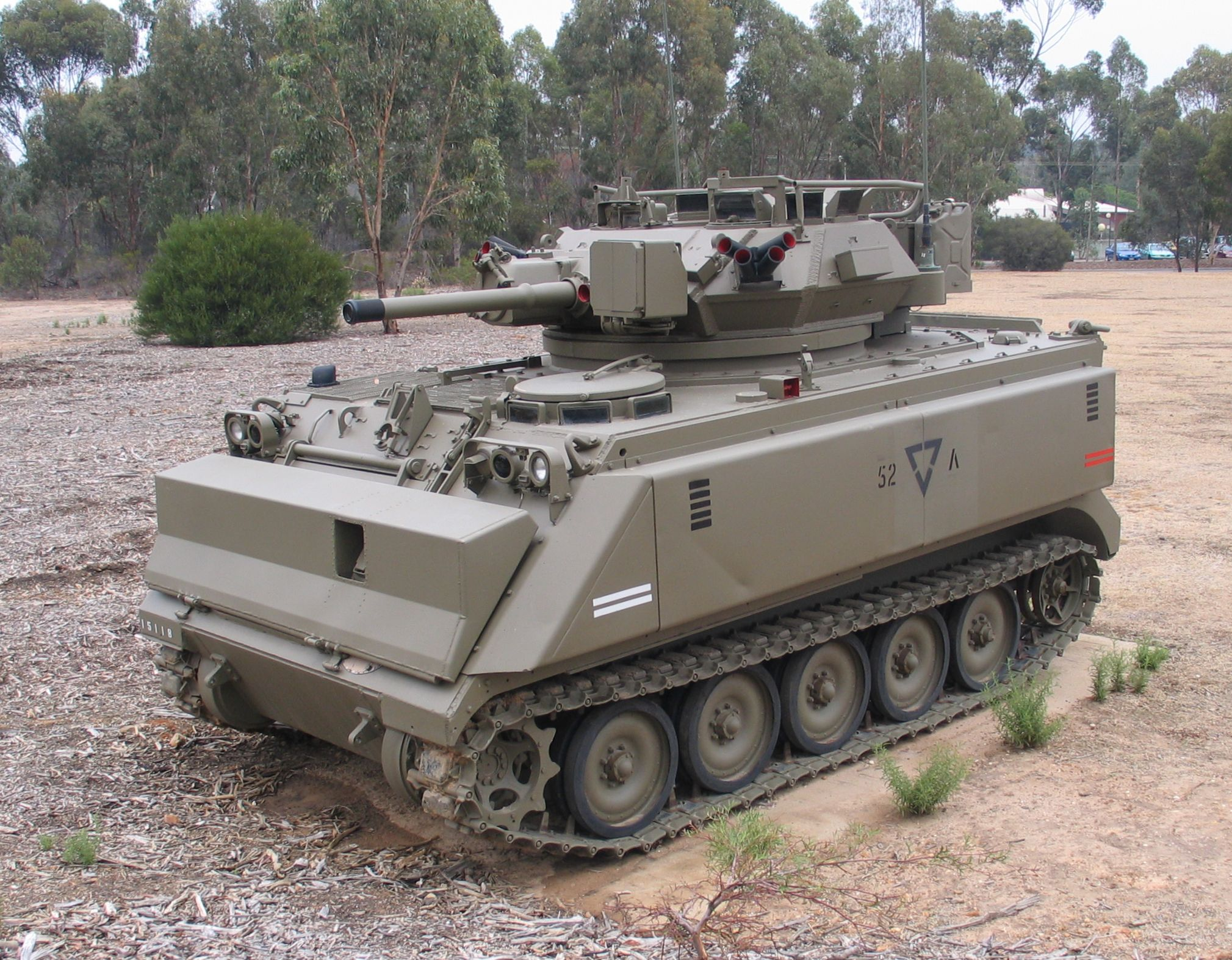
澳洲製M113火力支援車

基本型M113在車頂平台上加裝各式中型武器。最常見是.50口徑白朗寧M2重機槍或40毫米Mk 19自動榴彈發射器。也可能裝上反戰車無後座力炮甚至是反戰車飛彈。越戰的裝甲騎兵曾經把吉普車的M40無後座力炮裝到M113。美國陸軍發展了M47龍式反坦克飛彈可以安裝在現有的機槍座上，而不必移走機槍。讓車長單人就可以使用比機槍更強的武器。
也有諸多M113的衍生型有機炮、迫擊炮、戰車炮、多管火箭炮、BGM-71拖式飛彈、火焰喷射器等各種武器。

## 基本型
M113A1
- 1964年時使用柴油引擎替換汽油引擎

M113A2
- 1979年，冷卻和懸吊升級

M113A3
- 1987年，更多改良提升戰場生存性

1. 裝甲側裙
2. 引擎馬力提升
3. 外掛油箱

M113AS4
- 澳洲國造舊式裝甲運兵車M113AS1和M113AS3的升級版本，外部為全焊接鋁製裝甲，可抵擋小型武器和砲彈破片；配件方面加裝空氣控制系統調節溫度和通風，以及自動火砲偵測等[9]。

M113裝甲騎兵攻擊型（ACAV）

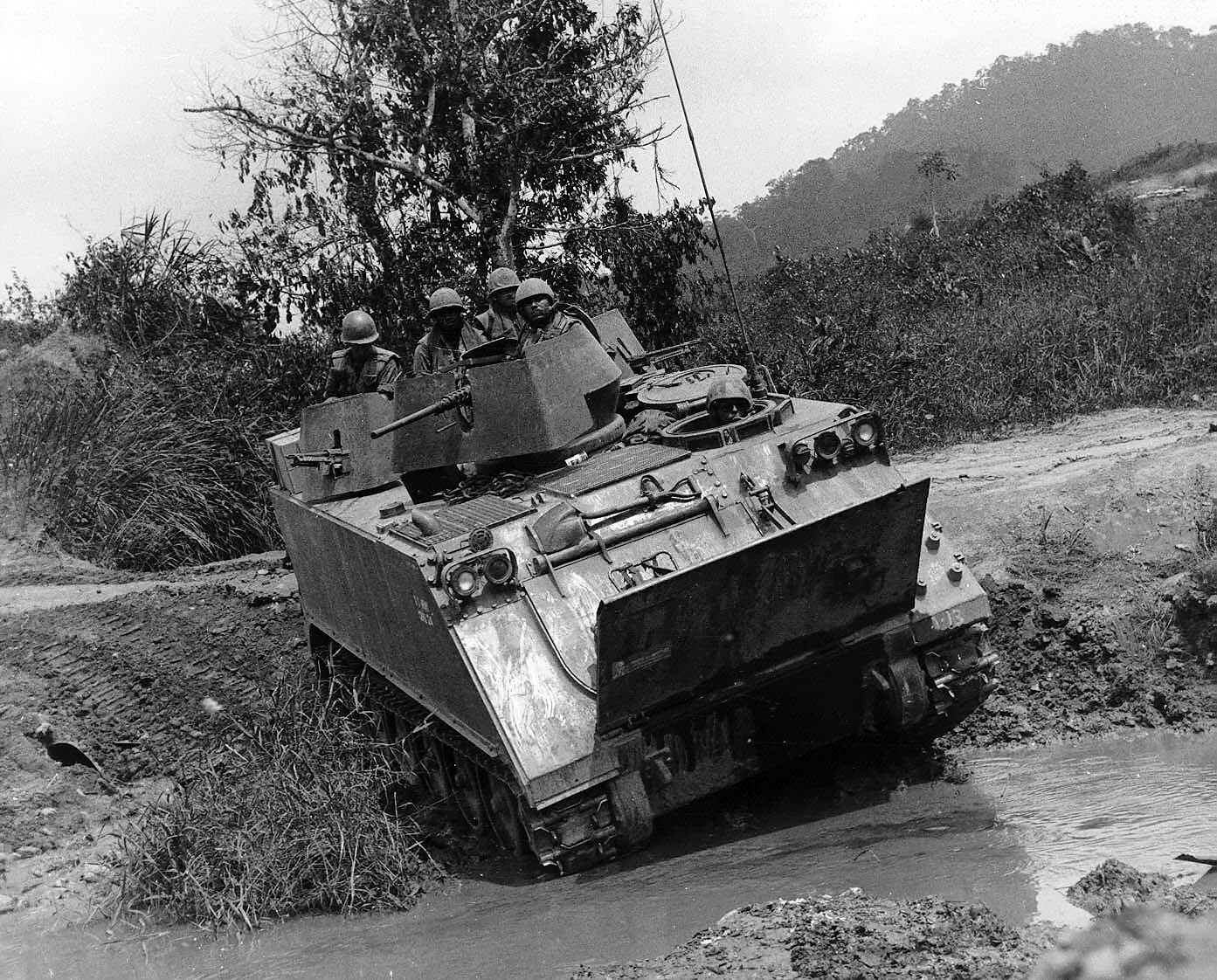
M113裝甲騎兵攻擊型於1966年的越南

「裝甲騎兵攻擊型」（「ACAV」），初期投入越戰後的M113發現車長和後門很容易被攻擊，車上的武器也不夠強。最初臨時加上了槍盾，之後機槍也換成.50口徑。後來完整的ACAV昇級套件正式推出。包含槍盾和旋轉式砲塔裝甲於白朗寧M2重機槍外側和兩具外加的7.62mm M60通用機槍也附有槍盾，可以掩護兩側和後方艙門。此套件加到了所有M113。ACAV有時也套用到M106迫擊砲車，但不同是左側M60通用機槍被移到很後方。許多套件投入戰場。但是最後一批使用的是第11裝甲騎兵連，於美國加上套件後直接從馬里蘭州到越南。也常有裝甲外掛於車下防地雷。
其他
M113裝甲車的生產量極大，用途從運送步兵到搭載小型核武都有。M113是20世紀後半以來生產數量最多的裝甲車，到現今21世紀依然在極多國家服役。M113底盤也被改裝成許多不同的車輛作為工程車或飛彈車。

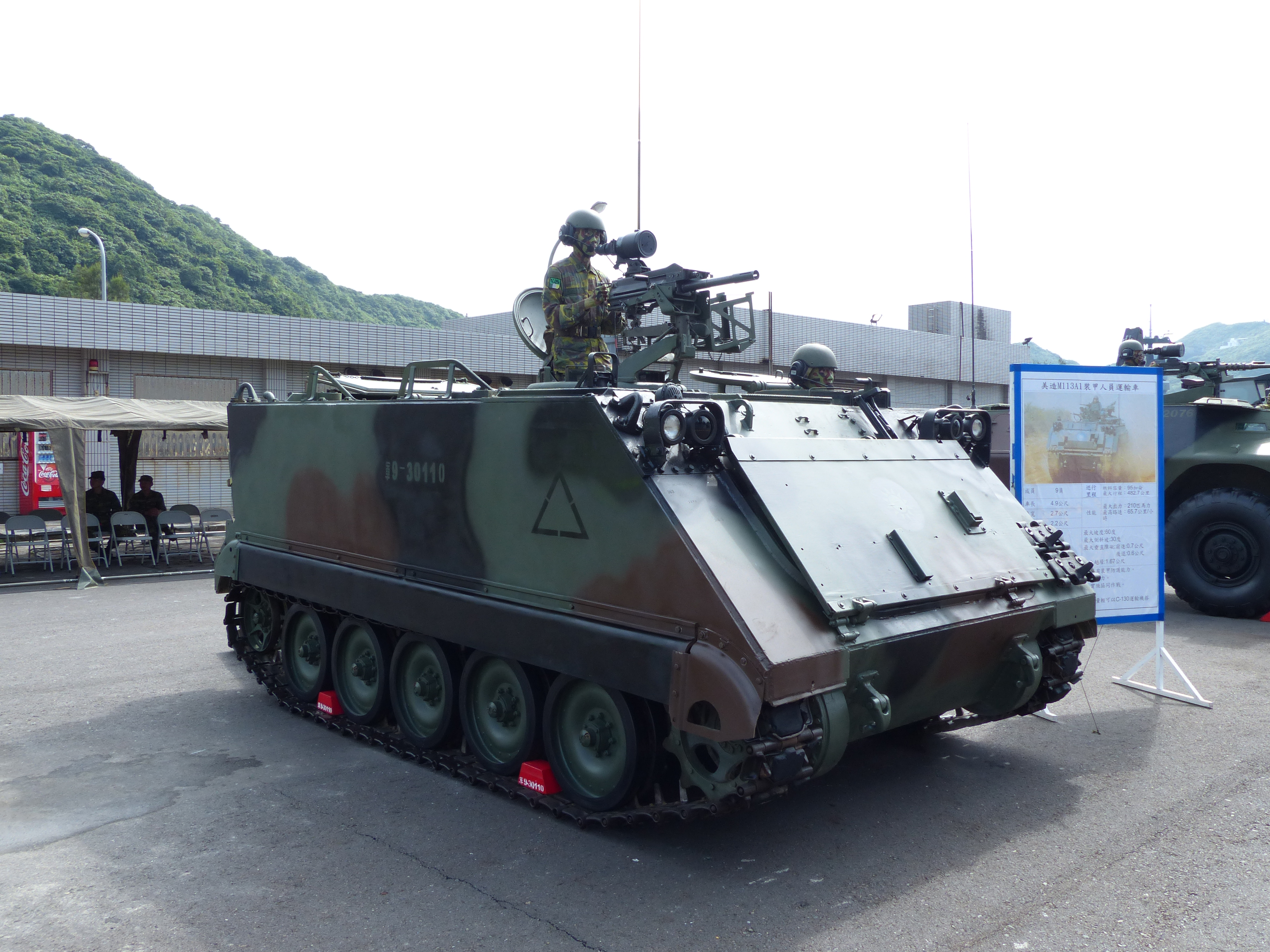
中華民國陸軍使用之M113A1裝甲車

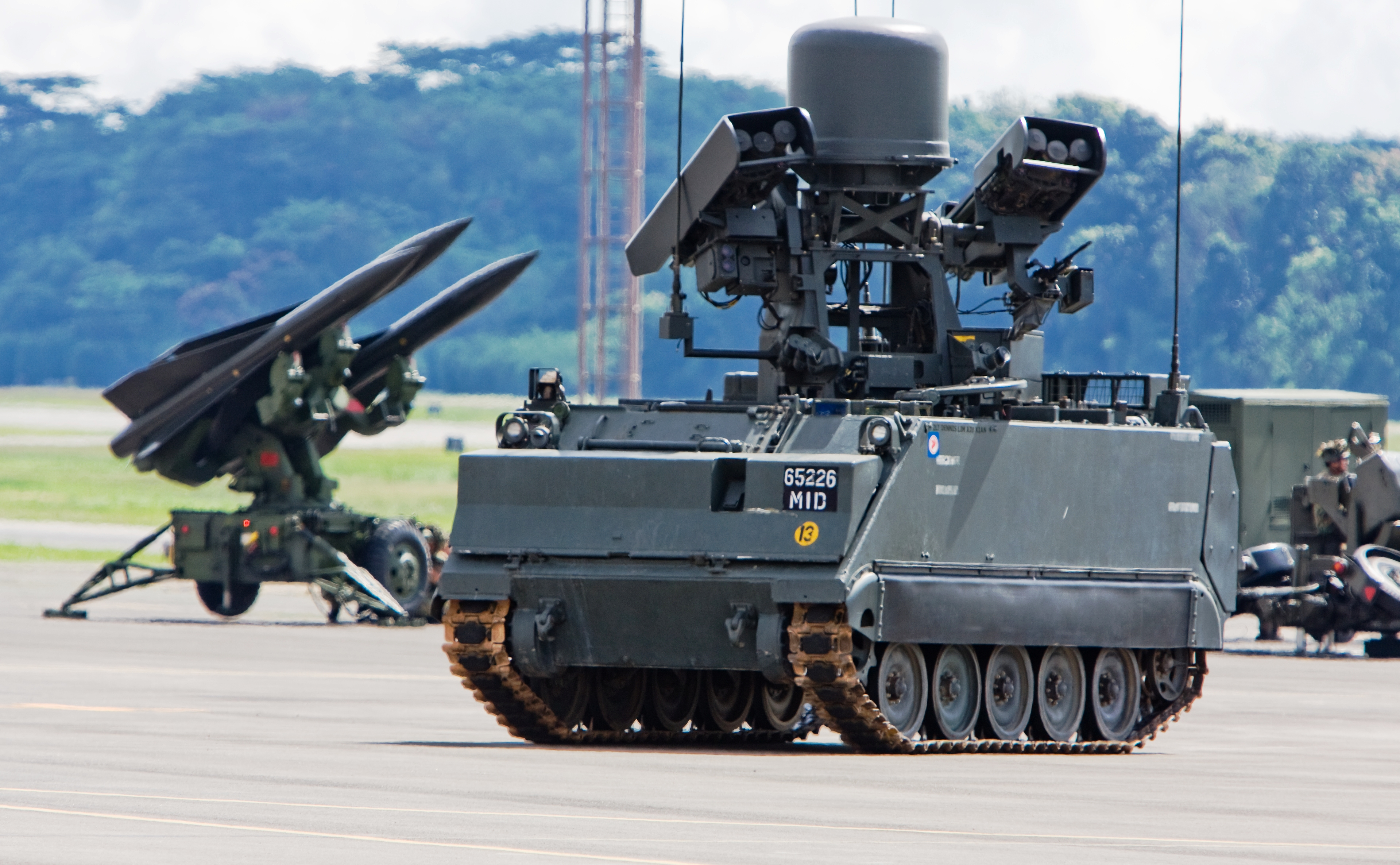
M113A2防空飛彈型

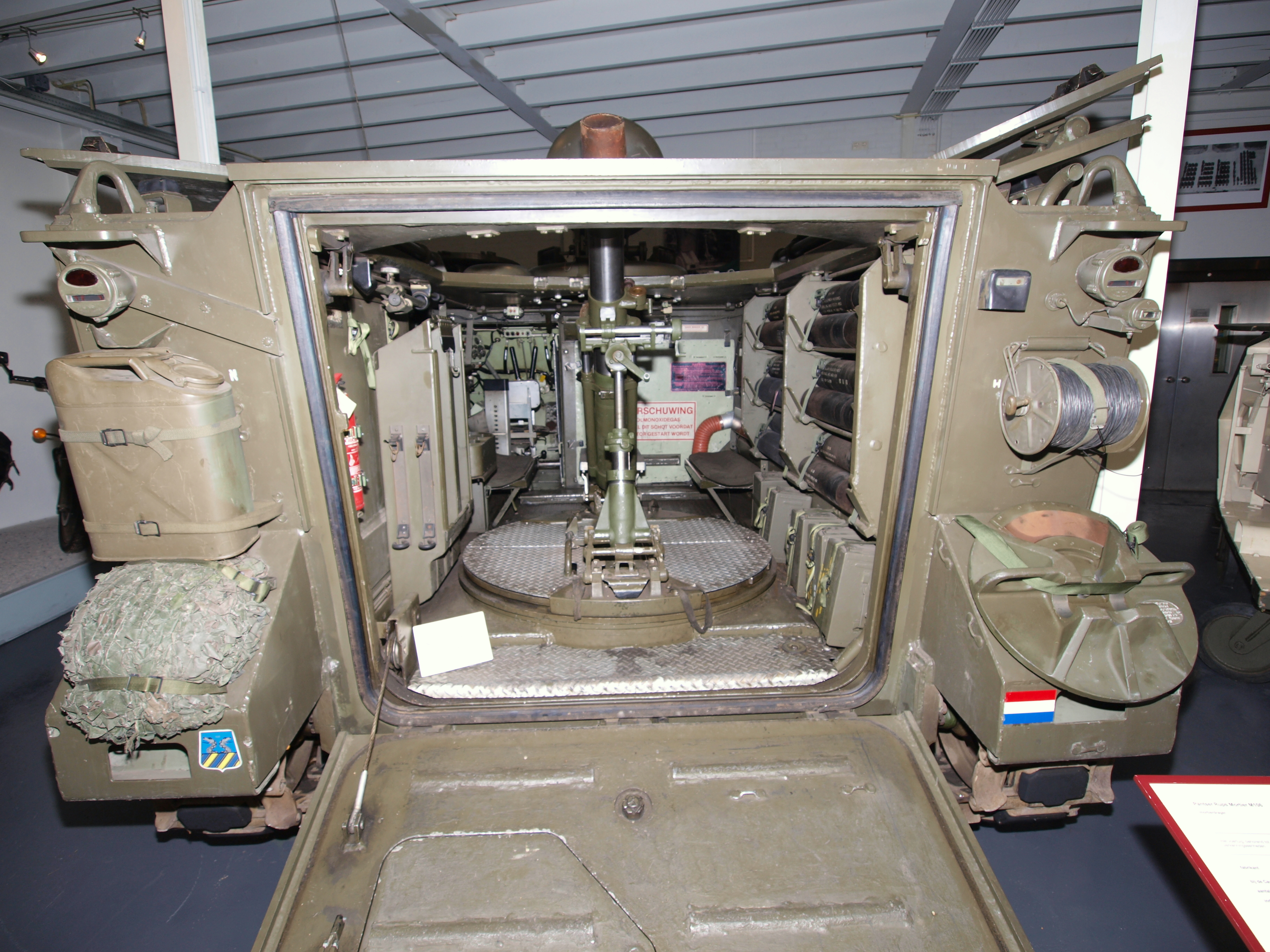
裝備M30 4.2英吋迫擊炮的M113稱為M106自走迫擊炮

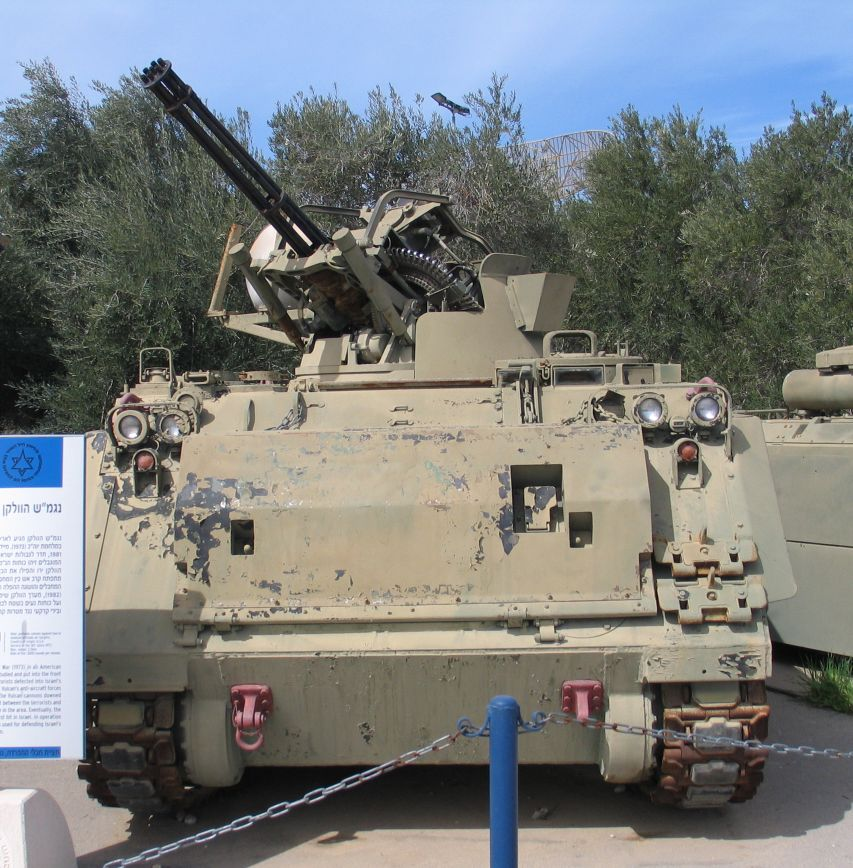
裝備M61火神式機炮的M113稱為M163火神防空炮

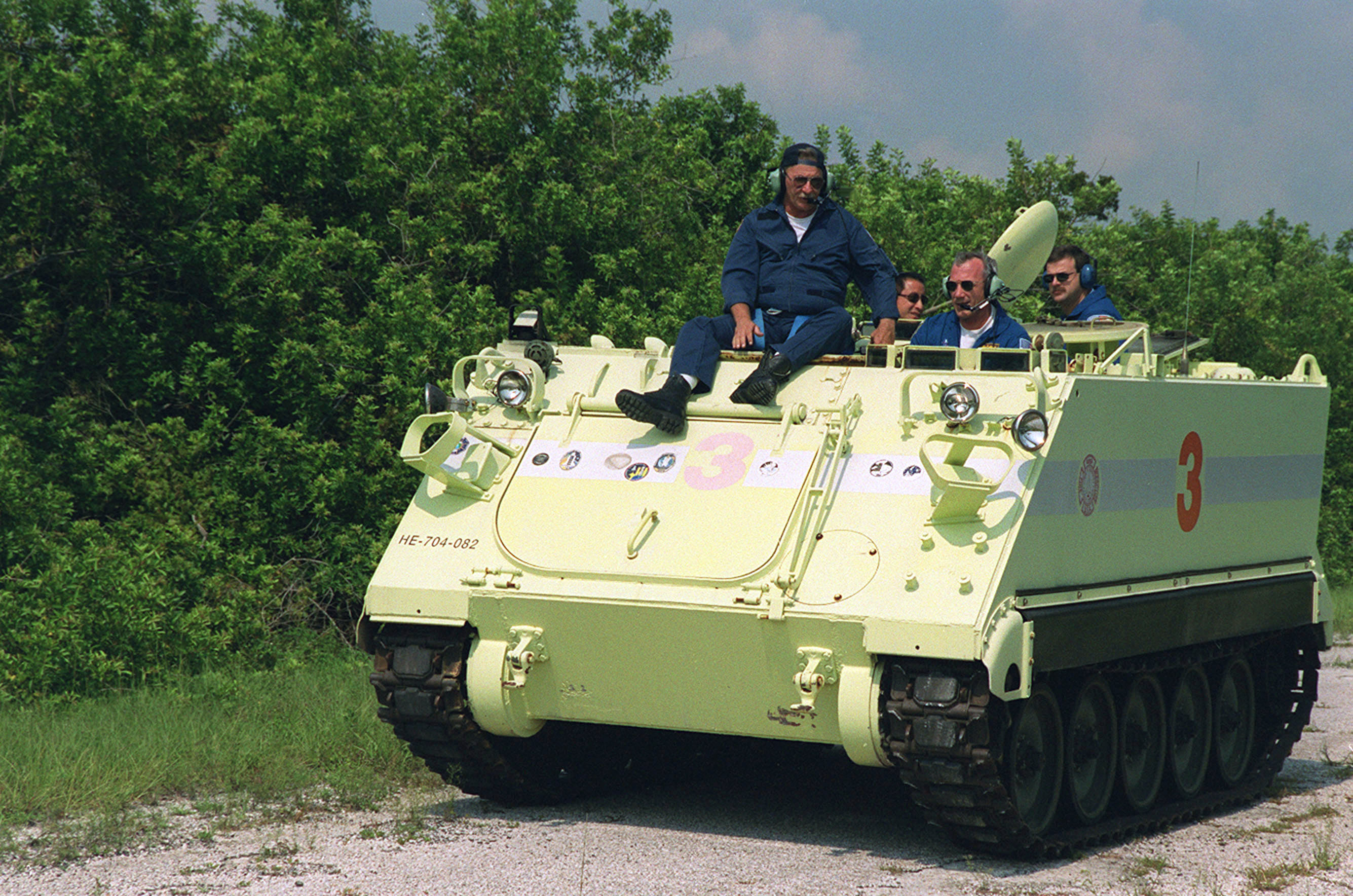
太空總署做為發射台救援車

## 服役國
- 阿富汗：63
- 阿尔巴尼亚：從義大利拿到46輛
- 阿根廷：450
- ：700
- ：10（全部出租給維和部隊）
- 比利时：500
- ：從比利時拿到16輛
- 巴林：239
- 玻利维亚：50
- : 80[10]
- 巴西：584；海軍陸戰隊另有29輛
- 柬埔寨：210輛但是只有20輛可以操作
- 加拿大：289
- 智利：427
- 哥伦比亚：120
- 賽普勒斯：8
- 刚果民主共和国：12
- 丹麦：632
- 埃及：2,950
- ：20
- 薩爾瓦多：20
- 衣索比亞：110
- 希腊：超過2,500
- 伊拉克（伊拉克新軍）：286
- 伊朗：200
- 以色列：6,131
- 義大利：3,000
- 约旦：1,300
- ：400
- 科威特：80
- 黎巴嫩 1,100以上[11]
- 立陶宛：210（直到2008年為止）
- 摩洛哥：383
- 北馬其頓：30
- 荷蘭：升級為YPR-765
- 新西兰：120（逐漸升級為NZLAV III）
- 挪威：900
- 巴基斯坦：1,600以上
- 秘魯：130
- 菲律賓：120 M113A1(1967年)，142 M113A2(2015年)
- 波蘭：35[12]
- 葡萄牙：150
- 沙烏地阿拉伯：3,000
- 新加坡：1,200（逐漸升級為比奧尼克斯步兵戰車）
- 西班牙：860（逐漸升級為Pizarro IFV）
- 瑞典：1
- 瑞士：400
- 泰國：385
- 突尼西亞：120
- 土耳其：3,000以上
- 联合国：6
- 美国：6000（將由AMPV取代[13]）
  - M113也被太空總署（NASA）用於太空人緊急發射台逃生，一些反恐警察（SWAT），還有美國陸軍也使用。
- 乌拉圭：24
- 越南：704
- 葉門：670
- 中華民國：675輛， [14]1964年引進，2020年移交後備部隊[15]。
- 乌克兰：2022年俄羅斯入侵烏克蘭後，美國捐贈了900台M113[16]，葡萄牙捐贈了47輛（包括2輛 M577A2），西班牙捐贈了20輛，德國捐贈了11輛，澳大利亞捐贈了42輛M113AS4，荷蘭捐贈了196輛YPR-765[17]，丹麥捐贈了54輛M113G3DK，立陶宛捐贈了70輛[18]。
- 俄羅斯：2022年俄羅斯入侵烏克蘭後繳獲大量不同改型，部份被塗上Z (軍事符號)字後使用[19]，一架展览於勝利公園。

### 前用戶
- 东德：從北越取得。
- 德国：東西合併後就開始慢慢退役，於2009已經正式退役。
- 越南共和国

## 外部連結
- M113 Technical Library[永久] （英文）
- M113 Biblioteca Técnica[永久] （西班牙文）
- 唯一的一輛xm734多射孔M113 （页面存档备份，存于）
- M113陸戰實錄
- 聯合防衛雜誌
- FAS.org（页面存档备份，存于）
- Gary戰鬥載具指南 （页面存档备份，存于）
- NASA太空中心M113逃生車
- Tenix - LAND 106 M113升級計畫
- M113對抗RPG-7火箭彈 （页面存档备份，存于）
- M113 at Israeli Weapons （页面存档备份，存于）
- 加拿大陸軍M113
- M113 ACAV 第11騎兵連越戰實錄 （页面存档备份，存于）
- 荷蘭騎兵博物館 （页面存档备份，存于）has an M113 C&V (M113 ACAV) in its exposition.
- 澳洲DoD型 M113升級計畫 （页面存档备份，存于）